# Marsupella profunda
Marsupella profunda là một loài Rêu trong họ Gymnomitriaceae. Loài này được Lindb. mô tả khoa học đầu tiên..